# Тагалог
Тагалог или тагалски език е един от малайско-полинезийските езици, официален език на Филипините.
Говори се от около 13 млн. души. От XVII век оригиналното тагалско писмо е заменено от латиница.